# شوكي المنقار الغربي
شوكي المنقار الغربي (الاسم العلمي: Acanthorhynchus superciliosus)، نوع من طيور آكلات العسل الموجودة في الغابات الحرشية في جنوب غرب أستراليا. يتراوح طوله ما بين 12-16 سم (4.7-6.3 بوصة)، ويزن حوالي 10 جرام (0.35 أوقية). له رأس أسود وظهر وأجنحة رمادية، مع عصابة حمراء خلف عنقه وتمتد من حلقه إلى صدره. ومنقار طويل منحني ونحيل.